# Romain Badouard
Romain Badouard est un chercheur français en sciences de l’information et de la communication. Ses recherches portent principalement sur les mouvements d’opinion et la participation politique en ligne. Il s’intéresse également aux enjeux de gouvernance et de régulation d’internet.

## Carrière
Romain Badouard est maître de conférences en sciences de l’information et de la communication et enseigne à l'institut français de presse de l'Université Paris 2 Panthéon-Assas. Il est également chercheur au Centre d’Analyse et de Recherche Interdisciplinaires sur les Médias (CARISM). Il est par ailleurs membre du comité de rédaction de la revue Participations, revue de sciences sociales sur la démocratie et la citoyenneté. 

## Travaux
Dans son ouvrage Le désenchantement de l’internet, Romain Badouard analyse les évolutions du débat public en ligne. Alors qu’internet a toujours été loué comme un outil au service de la démocratie et de la citoyenneté, à partir du milieu des années 2010, les controverses autour de la désinformation, du cyberharcèlement ou des ingérences électorales laissent entrevoir une phase plus sombre de l’internet politique. Selon l’auteur, le potentiel et les limites démocratiques d’internet sont en fait les deux facettes d’une même pièce, liées à l’architecture technique du réseau et à l’ouverture du débat public qu’elle permet. Il analyse également la prise de pouvoir des grandes compagnies du numérique sur le débat en ligne et invite à « politiser les choix technologiques qui engagent l’avenir de nos démocraties ». 
Dans Les nouvelles lois du web, Romain Badouard s’intéresse à la régulation des contenus sur internet, et notamment à la manière dont les grandes plateformes de réseaux sociaux modèrent les publications des internautes, en versant parfois dans la censure politique. Son ouvrage invite à la création de formes réellement démocratiques de régulation des plateformes, qui passent par l’association des internautes aux pratiques de modération, et par un contrôle public de l’activité des grandes compagnies du web.  

## Publications

### Ouvrages
- Le désenchantement de l'Internet : désinformation, rumeur et propagande 'Fyp Editions, 2017).
- Les nouvelles lois du Web : Modération et censure (Seuil, coll. « La République des idées », 2020)[8]

### Articles
- Romain Badouard, « Internet et la brutalisation du débat public », La Vie des idées,‎ 6 novembre 2018 (lire en ligne, consulté le 7 juin 2021).
- Romain Badouard, "Qui contrôle Facebook?", AOC, 8 juin 2021.
- Romain Badouard, "Les plateformes, nouveaux censeurs?", Esprit, 2021.
- Romain Badouard, « Les mobilisations de clavier. Le lien hypertexte comme ressource des actions collectives en ligne », Réseaux,‎ 2013, p. 87-117 (lire en ligne).
- Romain Badouard, « La régulation des contenus sur Internet à l’heure des « fake news » et des discours de haine. », Communications, no 106,‎ 2020, p. 161‑173 (DOI 10.3917/commu.106.016110.3917/commu.106.0161).
- (en) Valérie Schafer, Gérôme Truc, Romain Badouard, Lucien Castex, Francesca Musiani, « Paris and Nice terrorist attacks: Exploring Twitter and web archives », Media, War & Conflict, SAGE Publishing,‎ 2019, p. 153-170 (DOI 10.1177/1750635219839382, HAL halshs-02319683).